# Java Web Start
Java Web Start is een softwaretechnologie die het mogelijk maakt java applicaties vanaf het web te downloaden en starten. Het is sinds versie 5.0 van Java onderdeel van de Java Runtime Environment (JRE). 
Bij de eerste keer starten wordt de applicatie lokaal geladen (gedownload). Hierdoor start de applicatie een volgende keer sneller op. Java Web Start voert, indien nodig, automatisch een update uit als een cliëntapplicatie wordt gestart.